# Oru (gmina Oru)
Oru – wieś w Estonii, w prowincji Lääne, w gminie Oru. Liczba mieszkańców wynosi 71 osób (2000).